# Бертран де Комп
Бертра́н де Комп (фр. Bertrand de Comps, или Ком; год и место рождения неизвестны — 1239, Палестина) — 16/17-й Великий магистр ордена госпитальеров (1236—1239/1340), военачальник.

## Краткие сведения
Предположительно фамилия могла быть связана с названием деревни Ком / Комп (Comps) исторической области Франции Дофине, которая может соответствовать современной коммуне Ком-сюр-Артюби.
Первые документальные упоминания Бертрана де Компа датируются февралём 1216 года, когда он был обычным рыцарем на Святой земле. Через 15 лет он фигурировал в качестве приора в актах 1231—1234 годов Сен-Жиля. Его должны были избрать великим магистром в период с мая по 20 сентября 1236 года. Обязанности главы ордена исполнял по крайней мере до апреля 1239 года, либо несколькими месяцами позднее, поскольку первое упоминание преемника на данном посту, Пьера де Вьель Брида, датируется 1240 годом.